# فیلیپ اوبر
فیلیپ اوبر (انگلیسی: Philip Ober؛ ۲۳ مارس ۱۹۰۲ – ۱۳ سپتامبر ۱۹۸۲) یک هنرپیشه اهل ایالات متحده آمریکا بود.

## بخشی از فیلم‌شناسی
- از اینجا تا ابدیت
- شمال از شمال غربی
- یانکی باشکوه
- برگرد، شبای کوچک
- جفتک‌زنی در ژاپن
- دلقک